# Герардс, Яспер
Яспер Герардс (нид. Jasper Geeraards, также Jasper Geerardi или Jasper Geeraerts, род. ок. 1620 г., Антверпен — ум. между 1649—1654 гг., Амстердам) — фламандский живописец эпохи барокко, мастер натюрморта.

## Жизнь и творчество
Достоверных сведений о жизни Яспера Герардса сохранилось немного. Известно, что он родился в Антверпене. Здесь же обучался живописи и рисунку, стажировался в мастерских у мастеров местной гильдии святого Луки, в которой был зарегистрирован как ученик в 1634 году. Предположительно, обучался также у известного голландского мастера натюрморта Яна Девидсзона де Хеема, жившего в Антверпене с 1636 года. В 1644 году Яспер Герардс был принят мастером в члены антверпенской гильдии святого Луки. Позднее переехал в Амстердам, где упоминается в документах начиная с 1649 года. Одно из сообщений о художнике относится к августу 1649 года, когда он заявил властям о краже одного из своих натюрмортов из своей мастерской. Скончался в Амстердаме до 19 октября 1654 года, так как к этому дню его супруга также документально названа вдовой.
Яспер Герардс работал в области натюрмортов. Эволюцию его художественного творчества установить сложно, так как сохранились лишь три его датированных полотна: одно из 1646 года и два от 1648 года. Был автором как произведений малого формата, так и более масштабных произведений. Наиболее значимые картины художника созданы им в 1650-е годы. Свои работы мастер подписывал как «J» или «Jasper Geerards», либо на итальянский манер «Geerardi».
Живописные полотна работы Яспера Герардса можно увидеть в различных художественных музеях Европы, от Гааги до Риги.

## Галерея

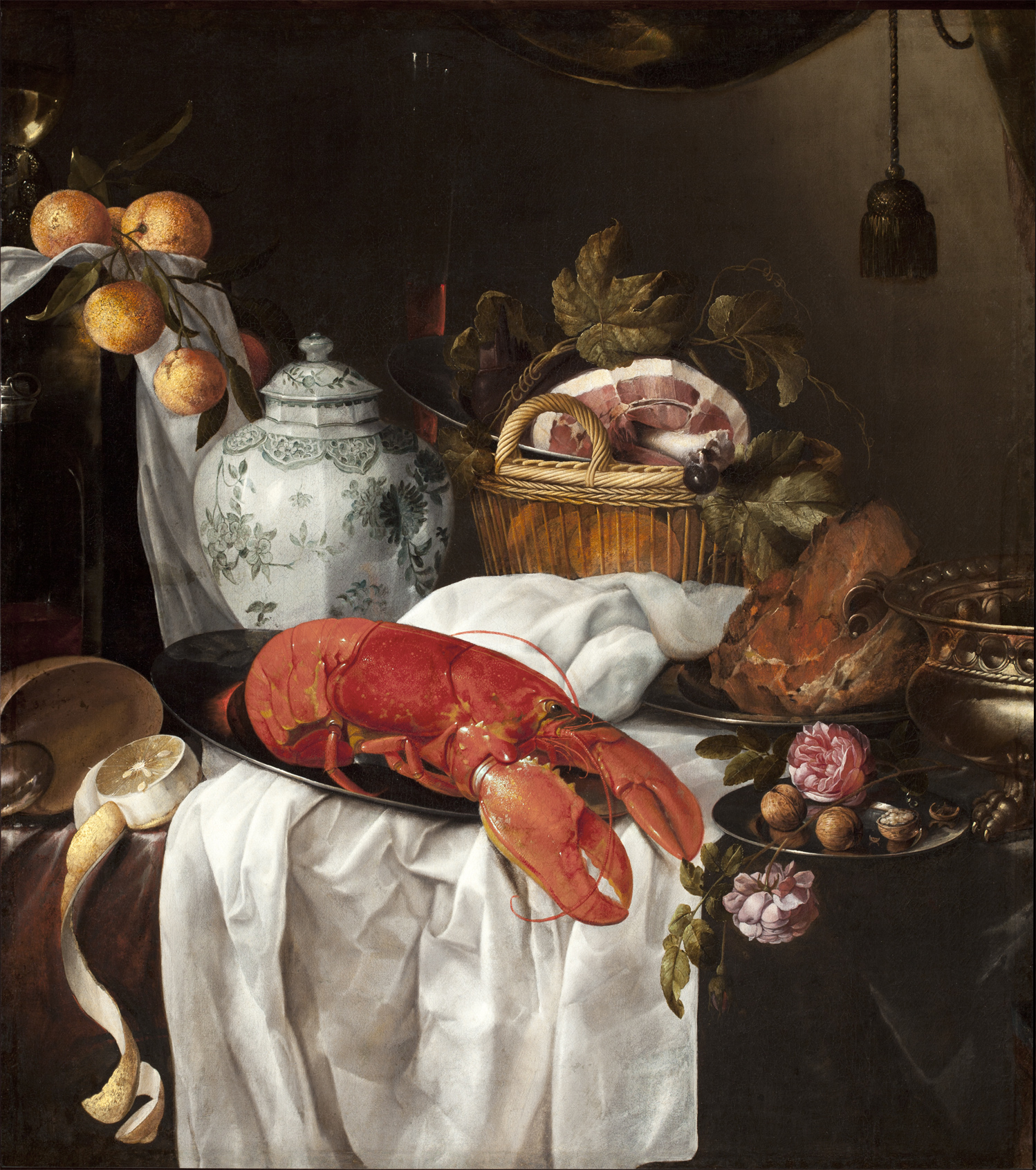
«Натюрморт с лобстером»
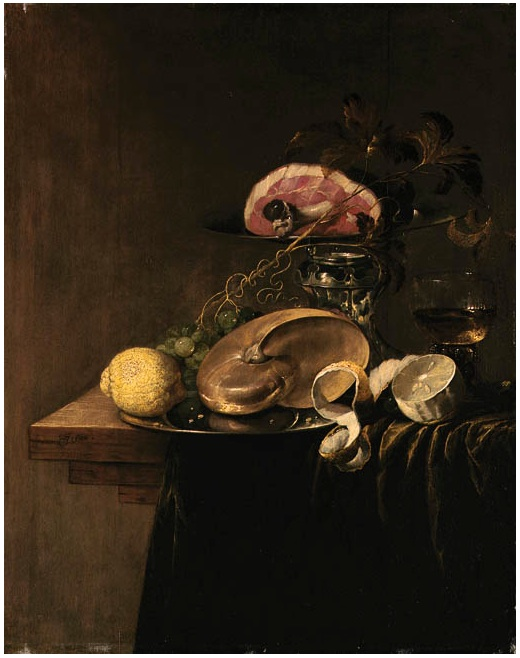
«Натюрморт с раковиной наутилуса, лимоном и виноградом, сервированными на подносе» (между 1634 и 1654)
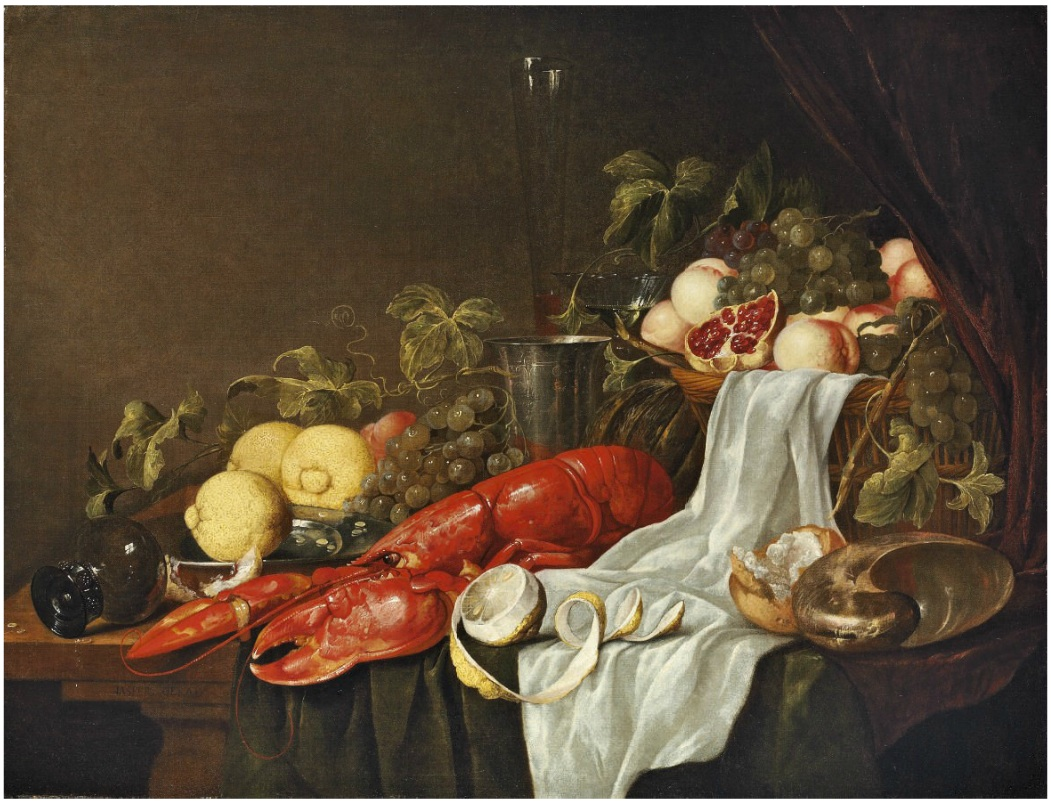
«Натюрморт с лобстером, лимоном, фруктами и хлебом, сервированными на подносе»
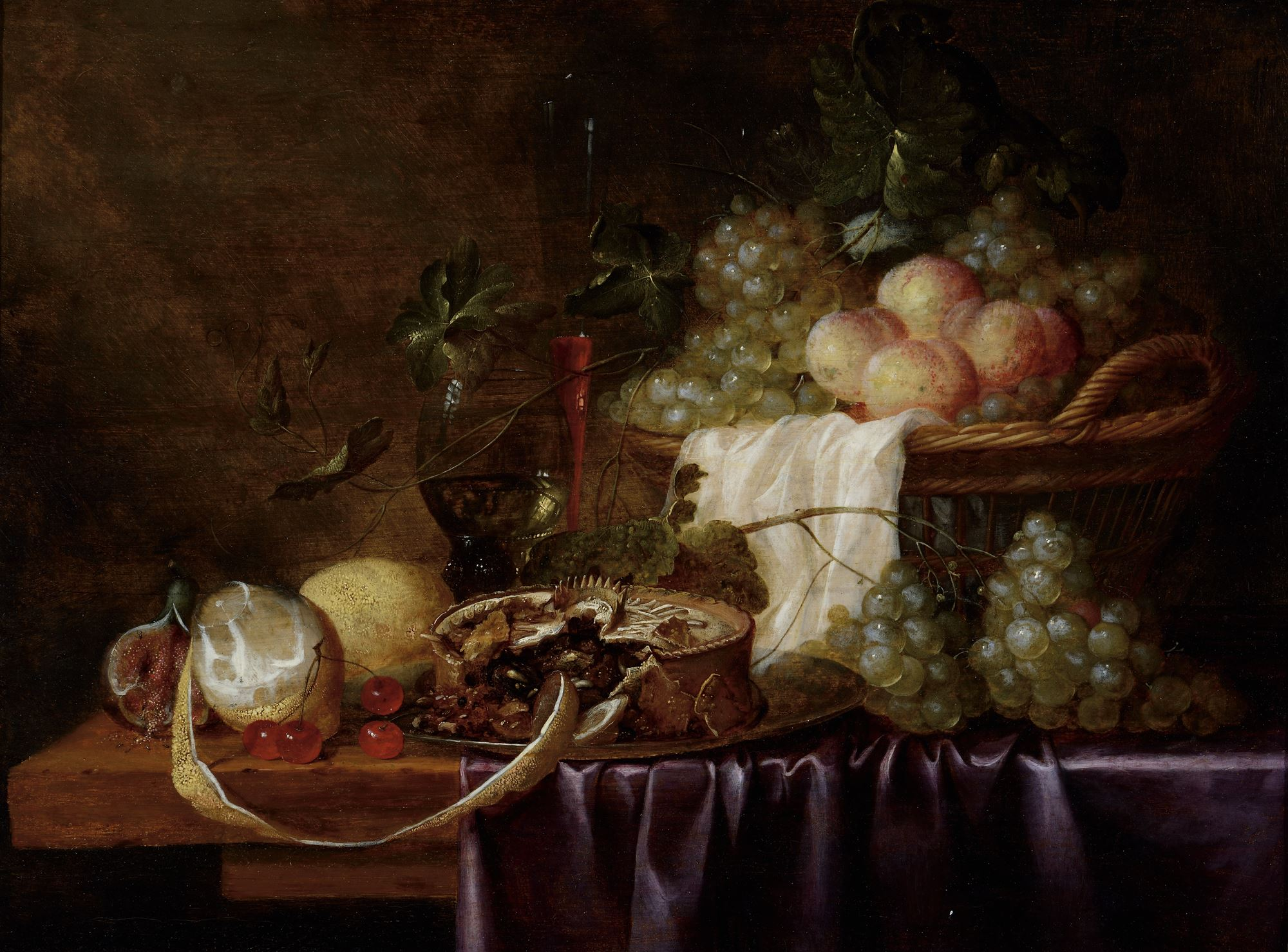
«Натюрморт с мясным пирогом»
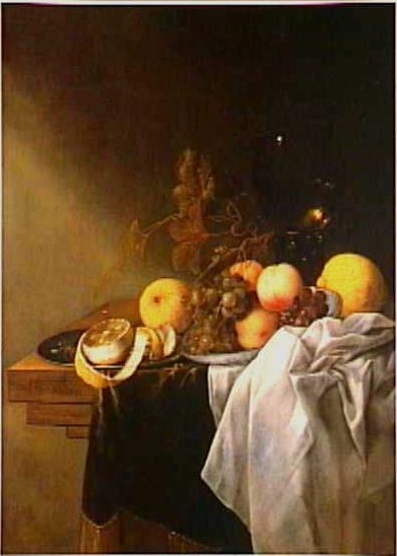
«Натюрморт с фруктами» (1648)